# Jorge Mardones Restat
Jorte Mardones Restat (29 de junio de 1908-3 de noviembre de 1998) fue un médico cirujano y político chileno, miembro del Partido Conservador. Se desempeñó como ministro de Salubridad, Previsión y Asistencia Social durante el gobierno del presidente Gabriel González Videla, entre 1950 y 1952. Obtuvo el Premio Nacional de Ciencias de Chile en 1977.

## Familia y estudios

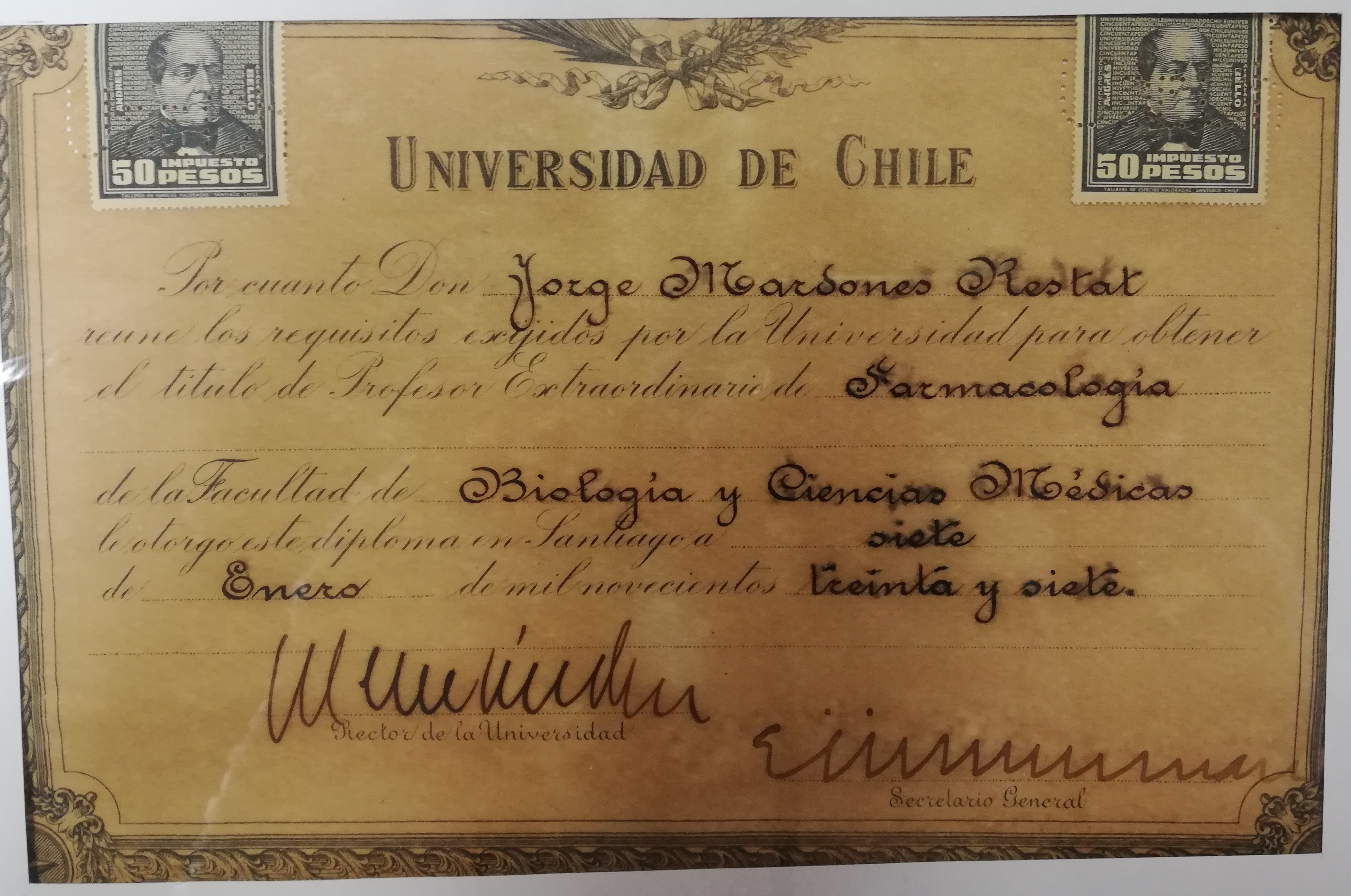
Diploma de título como profesor de Farmacología de la Universidad de Chile, 7 de enero de 1937.

Nació en 1908, hijo de Francisco Mardones Otaíza y Berta Restat Cortés. Su hermano Carlos Mardones Restat, se desempeñó como embajador —en calidad de encargado de negocios— ante la República Italiana entre 1977 y 1980. Cursó sus estudios primarios en el Liceo Alemán de Santiago.
Se tituló como médico cirujano de la Universidad de Chile el año 1930. En 1928 ejerció como profesor ayudante de la cátedra de Bioquímica en la Facultad de Educación de dicha universidad, y fue nombrado profesor titular cuatro años después. En 1937, fue miembro de la Comisión de Medicamentos de la Caja de Seguro Obligatorio. Al año siguiente comenzó a realizar clases en la Facultad de Medicina.
Estuvo casado con María Zelmira Acevedo Davenport, con quien tuvo seis hijos: María Teresa, Carmen, Jorge, María Inés, Arturo y Ana María.

## Trayectoria pública
Durante la presidencia de Pedro Aguirre Cerda fungió como secretario del Consejo Nacional de Alimentación, entre 1938 y 1942, y a partir de ese último año, como secretario del Consejo Nacional de Nutrición. Se desempeñó como jefe de la campaña presidencial de su compañero de partido Eduardo Cruz-Coke, en 1946. Luego, fue nombrado como ministro de Salubridad, Previsión y Asistencia Social por el presidente Gabriel González Videla, función que desempeñó entre los años 1950 y 1952. En ese cargo, impulsó el Servicio Nacional de Salud (SNS) y la creación de fondos para investigadores jóvenes, como los de su época, había trabajado sin apoyo, logrando descubrir la apetencia por el alcohol en años previos a la genética del comportamiento tiene un factor hereditario. Por ello recibió la distinción mundial del tema, el Premio Jellinek.
Décadas posteriores continuó ejerciendo su profesión. Entre 1966 y 1975, sirvió como presidente del Formulario Nacional de Medicamentos; participó en forma destacada en la creación de la CONICYT y de la Comisión Chilena de Energía Nuclear durante la dictadura militar del general Augusto Pinochet; fue presidente del Formulario Nacional de Medicamentos; fue cofundador y primer director de la Asociación Iberoamericana de Estudios de Problemas de Alcohol y Drogas (Alepad), testimonio del prestigio internacional alcanzado como autor de más de 150 publicaciones científicas. Ese año también presidió la Comisión Interministerial para la Prevención del Alcoholismo. Por último, asumió la dirección de la Academia Chilena de Ciencias, del Instituto de Chile desde 1976 hasta 1980. También preocupado por los problemas de la sociedad chilena. Como ejemplo de esta preocupación tenemos sus libros: Los Motivos de la Reforma de la Seguridad Social de los Obreros publicado por la Editorial Jurídica en 1954, y La Alimentación de las Poblaciones, por Publicaciones Biológicas de la Universidad de Chile, en 1956.
En 1977 se le otorgó el Premio Nacional de Ciencias por su contribución en la investigación relativa al alcoholismo. En la búsqueda de las causas del apetito por el alcohol en ratas y seres humanos, produce cepas de ratas alcohólicas y analcohólicas, lo que vino a apoyar su hipótesis de que el alcoholismo está vinculado a una condición genética en cada sujeto y, como tal, es factible de transmitirse de una generación a otra.
Falleció el 3 de noviembre de 1998, a los 90 años.

## Premios y distinciones
- 1977: Premio Nacional de Ciencias de Chile[4]
- 1976: Galardón Andrés Bello[4]
- 1988: Premio Juvenal Hernández[4]
- 1992: Premio Fundación Jellinek Memorial[4]
- 1995: Premio Abraham Horwitz[4]